# Il ventaglino
Il ventaglino è una novella di Luigi Pirandello pubblicata per la prima volta nel 1903 . Fu inclusa come nona novella nella prima raccolta Lo scialle nero pubblicata nel 1922 delle Novelle per un anno.
La vicenda narrata è ripresa nell'omonimo episodio del film Questa è la vita del 1954 diretto da Mario Soldati.

## Trama
In un torrido pomeriggio d'agosto, a Roma, una ragazza-madre ventenne, Tuta, col suo bambino di sette mesi in braccio, si aggira in un giardino pubblico frequentato soprattutto da persone anziane, soldati e giovani mamme: ha appena perduto il suo lavoro di balia ed è anche rimasta senza casa. Dovendo provvedere a sé stessa e al figlioletto inizia a chiedere l'elemosina ai frequentatori del parco. Riesce così a racimolare qualche soldo, che però spenderà nell'acquisto di un ventaglino; alla fine si scoprirà perché.

## Edizioni
- Luigi Pirandello, Novelle per un anno, Prefazione di Corrado Alvaro, Mondadori 1956-1987, 2 volumi. 0001690-7
- Luigi Pirandello, Novelle per un anno, a cura di Mario Costanzo, Prefazione di Giovanni Macchia, I Meridiani, 2 volumi, Arnoldo Mondadori, Milano 1987 EAN: 9788804211921
- Luigi Pirandello, Tutte le novelle, a cura di Lucio Lugnani, Classici Moderni BUR, Milano 2007, 3 volumi.
- Luigi Pirandello, Novelle per un anno, a cura di S. Campailla, Newton Compton, Grandi tascabili economici.I mammut, Roma 2011 Isbn 9788854136601
- Luigi Pirandello, Novelle per un anno, a cura di Pietro Gibellini, Giunti, Firenze 1994, voll. 3.